# Leo Shuken
Leo Shuken est un compositeur de musique de film, un arrangeur et un orchestrateur américain né le 8 décembre 1906 à Los Angeles (Californie) et mort le 24 juillet 1976 à Los Angeles.

## Biographie
Leo Shuken a travaillé sur plusieurs centaines de film, notamment comme orchestrateur ou arrangeur, souvent en collaboration avec Jack Hayes (en).

## Filmographie partielle
- 1938 : Noix-de-Coco Bar (Cocoanut Grove) d'Alfred Santell
- 1939 : Femme du monde (Cafe Society) de Edward H. Griffith
- 1940 : Police-secours (Emergency Squad)
- 1943 : The Good Fellows de Jo Graham
- 1948 : Parade de printemps (Easter Parade) de Charles Walters
- 1948 : La Scandaleuse de Berlin (A Foreign Affair) de Billy Wilder
- 1949 : Samson et Dalila (Samson and Delilah) de Cecil B. DeMille
- 1950 : Boulevard du crépuscule (Sunset Boulevard) de Billy Wilder
- 1950 : Rio Grande de John Ford
- 1952 : Sous le plus grand chapiteau du monde (The Greatest Show on Earth) de Cecil B. DeMille
- 1952 : Scaramouche de George Sidney
- 1952 : L'Homme tranquille (The Quiet Man) de John Ford
- 1953 : L'Homme des vallées perdues (Shane) de George Stevens
- 1953 : Vacances romaines (Roman Holiday) de William Wyler
- 1954 : Johnny Guitare (Johnny Guitar) de Nicholas Ray
- 1954 : Fenêtre sur cour (Rear Window) d'Alfred Hitchcock
- 1954 : L'Aigle solitaire (Drum Beat) de Delmer Daves
- 1955 : L'Homme au bras d'or (The Man With the Golden Arm) d'Otto Preminger
- 1956 : Les Dix Commandements (The Ten Commandments) de Cecil B. DeMille
- 1956 : Le Tour du monde en quatre-vingts jours (Around the World in 80 Days) de Michael Anderson
- 1960 : Les Sept Mercenaires (The Magnificent Seven) de John Sturges
- 1961 : Les Comancheros (The Comancheros) de Michael Curtiz
- 1962 : L'Homme qui tua Liberty Valance (The Man Who Shot Liberty Valance) de John Ford
- 1962 : Hatari ! d'Howard Hawks
- 1962 : Le Prisonnier d'Alcatraz (Birdman of Alcatraz) de John Frankenheimer
- 1962 : La Conquête de l'Ouest (How the West Was Won) d'Henry Hathaway, John Ford et George Marshall
- 1963 : La Taverne de l'Irlandais (Donovan's Reef) de John Ford
- 1963 : La Grande Évasion (The Great Escape) de John Sturges
- 1964 : La Reine du Colorado (The Unsinkable Molly Brown) de Charles Walters
- 1965 : La Plus Grande Histoire jamais contée (The Greatest Story Ever Told) de George Stevens, David Lean et Jean Negulesco
- 1965 : Les Quatre fils de Katie Elder (The Sons of Katie Elder) d'Henry Hathaway
- 1965 : Le Kid de Cincinnati (The Cincinnati Kid) de Norman Jewison
- 1966 : Nevada Smith d'Henry Hathaway
- 1967 : Casino Royale de John Huston, Val Guest, Kenneth Hughes, Joseph McGrath et Robert Parrish
- 1967 : De sang-froid (In Cold Blood) de Richard Brooks
- 1968 : Funny Girl de William Wyler
- 1969 : Butch Cassidy et le Kid (Butch Cassidy and the Sundance Kid) de George Roy Hill

## Distinctions

### Récompenses
- 1940 : Oscar de la meilleure musique de film pour La Chevauchée fantastique

### Nominations
- 1965 : Oscar de la meilleure musique de film pour La Reine du Colorado